# Niederstriegis

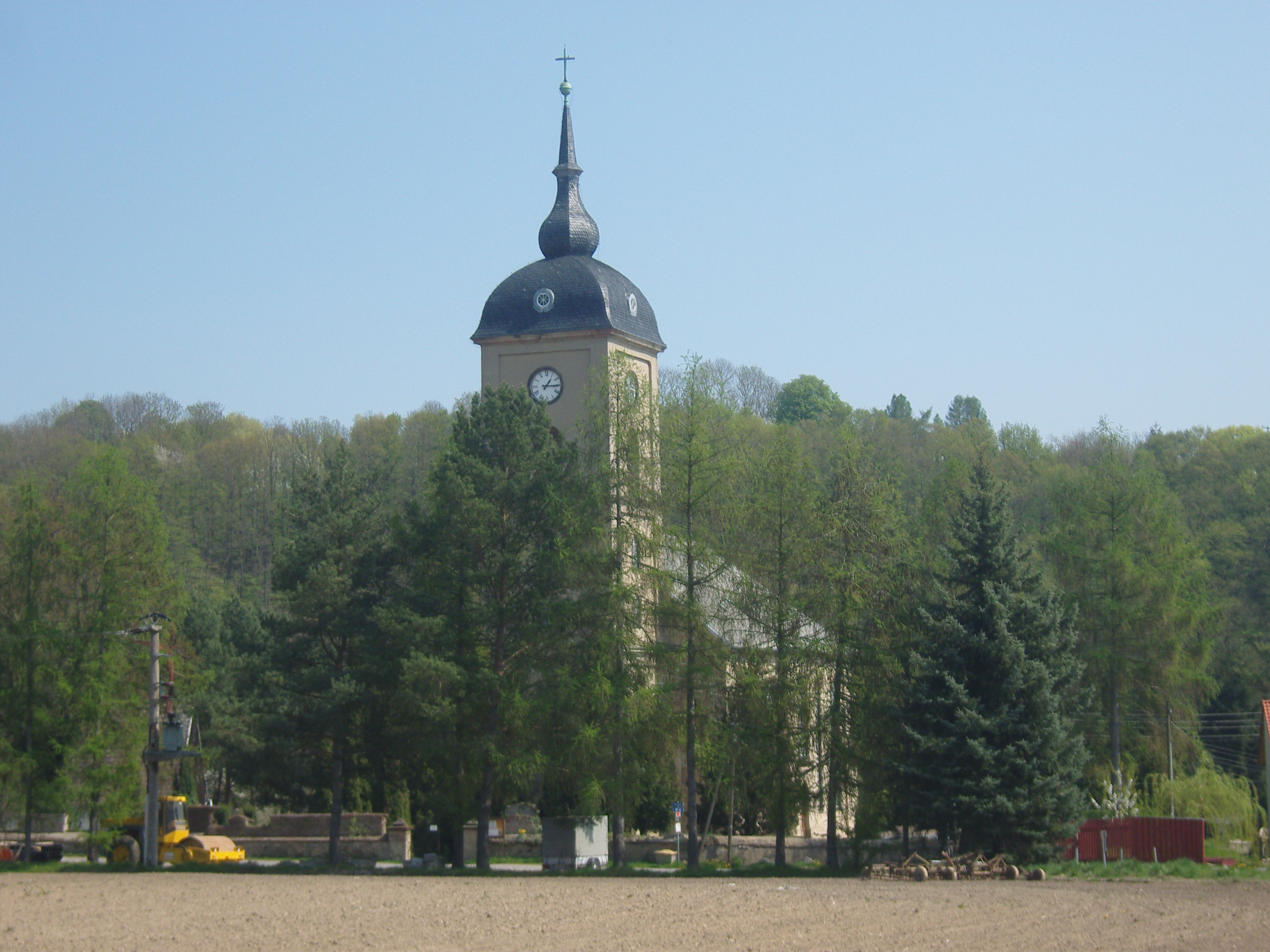
Kirche Niederstriegis

Niederstriegis ist ein Ortsteil der Stadt Roßwein im Landkreis Mittelsachsen im Freistaat Sachsen.

## Geographie
Niederstriegis liegt etwa 7,5 Kilometer südöstlich der Stadt Döbeln und fünf Kilometer westlich von der Altstadt Roßweins an der Einmündung der Striegis in die Freiberger Mulde.

## Geschichte
Im Jahr 1338 wird erstmals in einer Urkunde ein Petrus de Streguz erwähnt, der 1350 Petrus de Strigus genannt, ein Hinweis darauf ist, dass das Dorf um diese Zeit bereits existierte. Der Name kommt vom Striegisfluss, an dem das Dorf liegt. Die ursprüngliche Bedeutung des Fluss-Namens ist nicht eindeutig geklärt, er ist entweder sorbischer oder älterer indoeuropäischer Herkunft. Problematisch hinsichtlich der Zuordnung von Urkunden ist die Existenz eines zweiten Ortes namens Striguz, dem ab 1540 Langestrigis genannten Dorfes. Bei Niederstriegis wurde der Namenszusatz Nieder- in der Form Nider-Strigis erst 1790 nachweislich verwendet.
Der Ort gehörte vor 1588 zum Amt Döbeln und kam in diesem Jahr zum kursächsischen Amt Nossen.
Die Gemeinde Niederstriegis wurde mit Wirkung vom 1. Januar 2013 aufgelöst. Vorher bestand sie aus folgenden Ortsteilen:
- Niederstriegis
- Mahlitzsch
- Grunau
- Hohenlauft
- Littdorf
- Otzdorf

Sie gehörte bis zur Eingemeindung in die Stadt zur Verwaltungsgemeinschaft Roßwein. Die einzelnen Ortsteile waren geprägt durch historische Gutshöfe und Herrenhäuser.
Während der Industrialisierung wurden in den in Tälern gelegenen Ortsteilen verschiedene Betriebe errichtet (Chemiewerk Aropharm in Niederstriegis, Papierfabrik in Grunau). Nach der deutschen Einheit wurden diese geschlossen.
An den ehemaligen Rittersitz in Mahlitzsch erinnert noch heute eine kleine Burgruine.

### Eingemeindungen
| Ehemalige Gemeinde | Datum                 | Anmerkung                                                    |
| ------------------ | --------------------- | ------------------------------------------------------------ |
| Grünroda           | vor 1875              |                                                              |
| Grunau             | 1. Juni 1973          |                                                              |
| Hohenlauft         | vor 1875 1. Juli 1950 | Eingemeindung nach Etzdorf, Umgliederung nach Niederstriegis |
| Littdorf           | 1. Januar 1994        |                                                              |
| Mahlitzsch         | 1. Oktober 1935       |                                                              |
| Otzdorf            | 1. Januar 1970        | Eingemeindung nach Littdorf                                  |

## Sehenswürdigkeiten

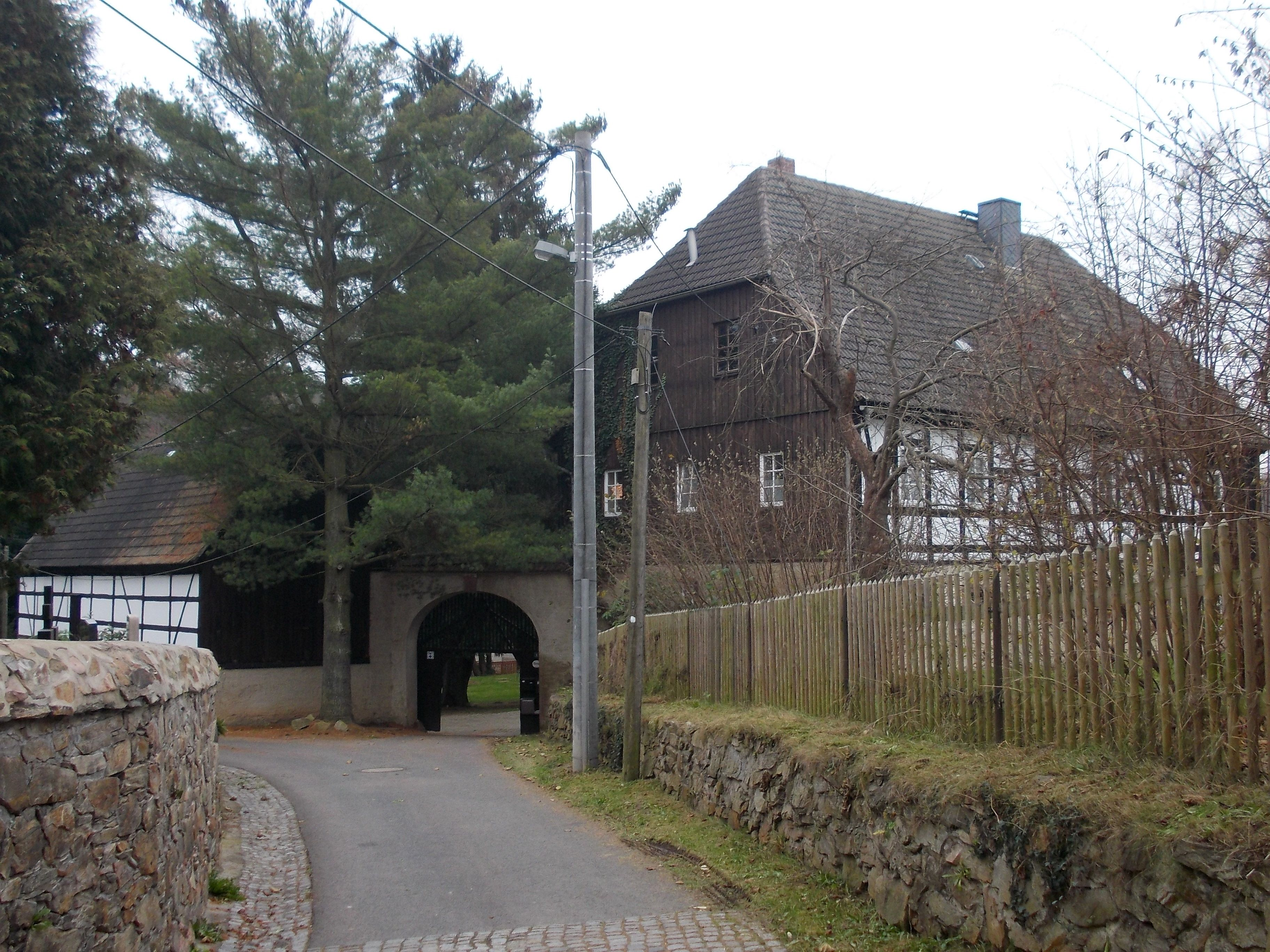
Pfarrhof

- Kirche Niederstriegis aus dem Jahr 1849 (Taufstein stammt aus dem Jahr 1588 und Flügelaltar von 1513)
- Pfarrhof Niederstriegis (Dreiseithof)
- Zweiniger Grund mit Magaretenmühle
- Ruine Kempe in Mahlitzsch
- Kalkbrüche Striegistal

## Wirtschaft und Infrastruktur

### Verkehrsanbindung
Zwischen Littdorf und Otzdorf im Westen führt die B 169 an Niederstriegis vorbei. Der Ort ist auch über die A 14 Anschluss Döbeln-Ost (circa 10 km) und die A 4 Anschluss Berbersdorf bzw. Hainichen (circa 15 km) zu erreichen. Auch die Bahnstrecke Borsdorf–Coswig führt durch Niederstriegis und besitzt innerhalb des Ortes einen Haltepunkt. Der Personenverkehr wurde aber im Dezember 2015 eingestellt.

### Ansässige Unternehmen
- Wasserkraftanlage Preis

### Feuerwehr
Die Freiwillige Feuerwehr Niederstriegis befindet sich seit 2003 in einem neu errichteten Feuerwehrhaus, nachdem das alte Gebäude während der Flutkatastrophe 2002 komplett zerstört wurde. 2004 bekam die Feuerwehr den Dekon-P des ABC-Gefahrgutzuges Döbeln zugeordnet. Im Jahr 2007 wurde das Hilfeleistungslöschgruppenfahrzeug HLF 10/10 in Dienst gestellt und wird seit 2013 durch ein MTF ergänzt.

## Persönlichkeiten
- August Ferdinand Axt (1796–1855), evangelischer Geistlicher und Mitglied des Sächsischen Landtags, verstorben in Niederstriegis